# Кандінка
Ка́ндінка (рос. Кандинка) — присілок у складі Томського району Томської області, Росія. Входить до складу Калтайського сільського поселення.

## Населення
Населення — 1090 осіб (2010; 1009 у 2002).
Національний склад (станом на 2002 рік):
- росіяни — 91 %